# Zrinka Cvitešićová
Zrinka Cvitešićová (* 18. července 1979 Karlovac) je chorvatská herečka. Už jako žákyně základní školy vystupovala v divadle Zorin dom. Vystudovala Akademii dramatických umění v Záhřebu a v roce 2005 se stala členkou souboru Chorvatského národního divadla. Za výkon ve filmu Hrvoje Hribara Co je muž bez kníru? získala cenu pro nejlepší herečku na Pulském filmovém festivalu a na Sarajevském filmovém festivalu. V roce 2006 vyhrála televizní soutěž Ples sa zvijezdama. V roce 2010 ji společnost European Film Promotion zařadila mezi vycházející hvězdy evropského filmu. Pak se odstěhovala do Londýna, kde získala angažmá v divadle Phoenix Theatre. V roce 2014 jí byla udělena Cena Laurence Oliviera za roli v muzikálu Once. Spolu se Zoë Wanamaker hraje v Bridge Theatre ve hře Nancy Harrisové Two Ladies. Od roku 2014 žije s fotbalistou Niko Kranjčarem.

## Filmografie
- 2000 Nebe, satelity
- 2003 Jezdec
- 2004 D'Artagnanova dcera
- 2005 Co je muž bez kníru?
- 2009 Na cestě
- 2011 Lea a Darija
- 2012 Kanibal vegetarián
- 2012 Mosty přes Ibar
- 2014 Ostrov lásky
- 2015 London Spy
- 2017 Lost in London
- 2019 The Love Europe Project